# Supercoppa islandese (pallavolo maschile)
La Supercoppa islandese è una competizione pallavolistica per squadre di club islandesi maschili, organizzata con cadenza annuale dalla BLÍ.

## Edizioni
| Edizione      | Edizione          | Podio        | Podio     | Podio        |
| Anno          | Sede della finale | Campione     | Risultato | Finalista    |
| ------------- | ----------------- | ------------ | --------- | ------------ |
| 2017 Dettagli | Reykjanesbær      | HK Kópavogur | 3 - 0     | Afturelding  |
| 2018 Dettagli | Húsavík           | KA Akureyri  | 3 - 0     | HK Kópavogur |
| 2019 Dettagli | Húnaþing vestra   | KA Akureyri  | 3 - 2     | Álftaness    |
| 2020 Dettagli | Akureyri          | KA Akureyri  | 3 - 2     | Afturelding  |
| 2021 Dettagli | Mosfellsbær       | Hamar        | 3 - 0     | Afturelding  |
| 2022 Dettagli | Akureyri          | Hamar        | 3 - 0     | KA Akureyri  |
| 2023 Dettagli | Akureyri          | KA Akureyri  | 3 - 1     | Hamar        |
| 2024 Dettagli | Hveragerði        | Afturelding  | 3 - 2     | Hamar        |

## Palmarès
| Squadra      | Titolo | Edizione               |
| ------------ | ------ | ---------------------- |
| KA Akureyri  | 4      | 2018, 2019, 2020, 2024 |
| Hamar        | 2      | 2021, 2022             |
| HK Kópavogur | 1      | 2017                   |
| Afturelding  | 1      | 2024                   |